# Dagobah
Dagobah è un pianeta fittizio appartenente all'universo di Guerre stellari. Compare nei film L'Impero colpisce ancora, Il ritorno dello Jedi e La vendetta dei Sith. Dagobah è situato nel settore Sluis e la sua superficie è ricoperta da paludi e alberi pietrificati.
Per le riprese dei film in cui compare, l'ambiente del pianeta fu creato negli Elstree Studios in Inghilterra.

## Storia
Dopo lo sterminio degli Jedi, e il fallimento subìto nel duello contro Darth Sidious, il Maestro Jedi Yoda decise di andare in esilio volontario su un pianeta potente nel Lato Oscuro della Forza per controbilanciare la sua "visibilità" nel Lato Chiaro e nascondersi dall'Imperatore.
Ne L'Impero colpisce ancora, Luke Skywalker viene visitato sul pianeta Hoth dallo spirito di Obi-Wan Kenobi, che gli dice di cercare Yoda su Dagobah per essere addestrato come Jedi. Luke giunge su Dagobah con R2-D2 e viene brevemente istruito dal saggio Maestro. Skywalker lascerà comunque il pianeta poco dopo, per cercare di salvare Ian Solo e Leila Organa, che sono in pericolo sul pianeta Bespin.
Skywalker ritorna su Dagobah ne Il ritorno dello Jedi, dove discute con Yoda e Obi-Wan riguardo all'identità di suo padre.
Ne La vendetta dei Sith, Yoda parlò di andare in esilio, in seguito al suo abbandono del duello con Darth Sidious. Il film non mostra come Yoda è arrivato sul pianeta, in quanto la scena è stata tagliata per volere di George Lucas, che riteneva non ci dovessero essere troppi "finali" per il film. Nella versione romanzata è stabilito che Yoda sia arrivato su Dagobah tramite una scialuppa lanciata dallo Starcruiser di Bail Organa.
Dagobah appare come un pianeta umido e ostile, principalmente coperto di acqua e paludi, abitato da rettili predatori non senzienti. Si può pensare che Lucas, avendo una passione per la rappresentazione di pianeti ad aspetto uniforme, abbia dato al luogo una caratteristica paludosa anche all'esterno della zona in cui abita Yoda.

## Etimologia
La parola Dagobah viene dal termine buddista stupa, che significa "monumento spirituale".

## Curiosità
Nel videogioco di Futurama, il pianeta Bogad è una parodia di Dagobah.

## Star Wars Legends
Nell'universo espanso, un Jedi della specie di Yoda aveva affrontato un Jedi Oscuro proveniente da Bpfassh sul pianeta migliaia di anni prima degli eventi de L'Impero colpisce ancora. Il Jedi Oscuro morì su Dagobah, e la caverna in cui giaceva il suo corpo venne impregnata del Lato Oscuro della Forza. Yoda usò il punto peculiare per nascondersi dall'Imperatore e da Dart Fener.
Dopo gli eventi de Il ritorno dello Jedi, la Nuova Repubblica fondò una base militare su una delle montagne più grandi del pianeta, chiamata Monte Yoda in onore del Maestro Jedi.